# エントレ・カンポス駅
エントレカンポス駅（ポルトガル語: Estação Entrecampos）またはエントレ・カンポス駅（ポルトガル語: Estação Entre Campos）は、ポルトガルリスボンアヴェニーダス・ノーヴァス地区にある鉄道駅。

## 乗り入れ路線
ポルトガル鉄道（リスボン近郊鉄道・フェルタグス含む）とリスボンメトロが乗り入れており両駅の間は300mほど離れているが、レプブリカ通り下の地下道で接続されている。
ポルトガル鉄道 エントレカンポス駅
路線上はシントゥラ線の単独駅である。2015年夏ダイヤ現在、平日昼間の主な運行路線及び発着頻度は次の通り
高速列車 アルファ・ペンドゥラール
ファロとポルト間の列車（1日2本）
インターシティ
リスボン＝オリエンテとエヴォラ間の列車（1日5本）ほか
 アザンブジャ線
アザンブジャとアルカンタラ＝テラ間の列車（1時間に2本）
 シントラ線
オリエンテ駅とシントラ間の列車（1時間に5本）
アルバーカとシントラ間の列車（1時間に2本）
 フェルタグス
運行会社はGrupo Barraqueiroでポルトガル鉄道ではないが、駅施設をInfraestruturas de Portugalから拝借している。
ローマ・アレエイロとセトゥーバル間の列車（1時間に1本）、ローマ・アレエイロとコイナ間の列車（1時間に2本）
リスボンメトロ エントレ・カンポス駅
黄色線が乗り入れる。2014年冬ダイヤ現在、黄色線の平日昼間の運行間隔は5分50秒から11分40秒、朝の通勤時間帯には最短4分20秒間隔、夕方の通勤時間帯には最短4分40秒間隔で運行されている。

## 沿革
1888年5月20日にシントゥラ線ベンフィカ-サンタ・アポローニャ開通と同時に駅開業。 1999年7月にはフェルタグスの運行が開始し停車駅となった。
一方、リスボンメトロ黄色線の駅は1959年12月29日に開業。
2023年11月29日、駅に常設ピアノの落成式が行われた。 この取り組みは駅周辺にある企業のクリティカル・ソフトウェアが近隣への恩返しの手段として設置されたものである。

## 駅構造

### ポルトガル鉄道
島式ホーム2面4線を有する高架駅。

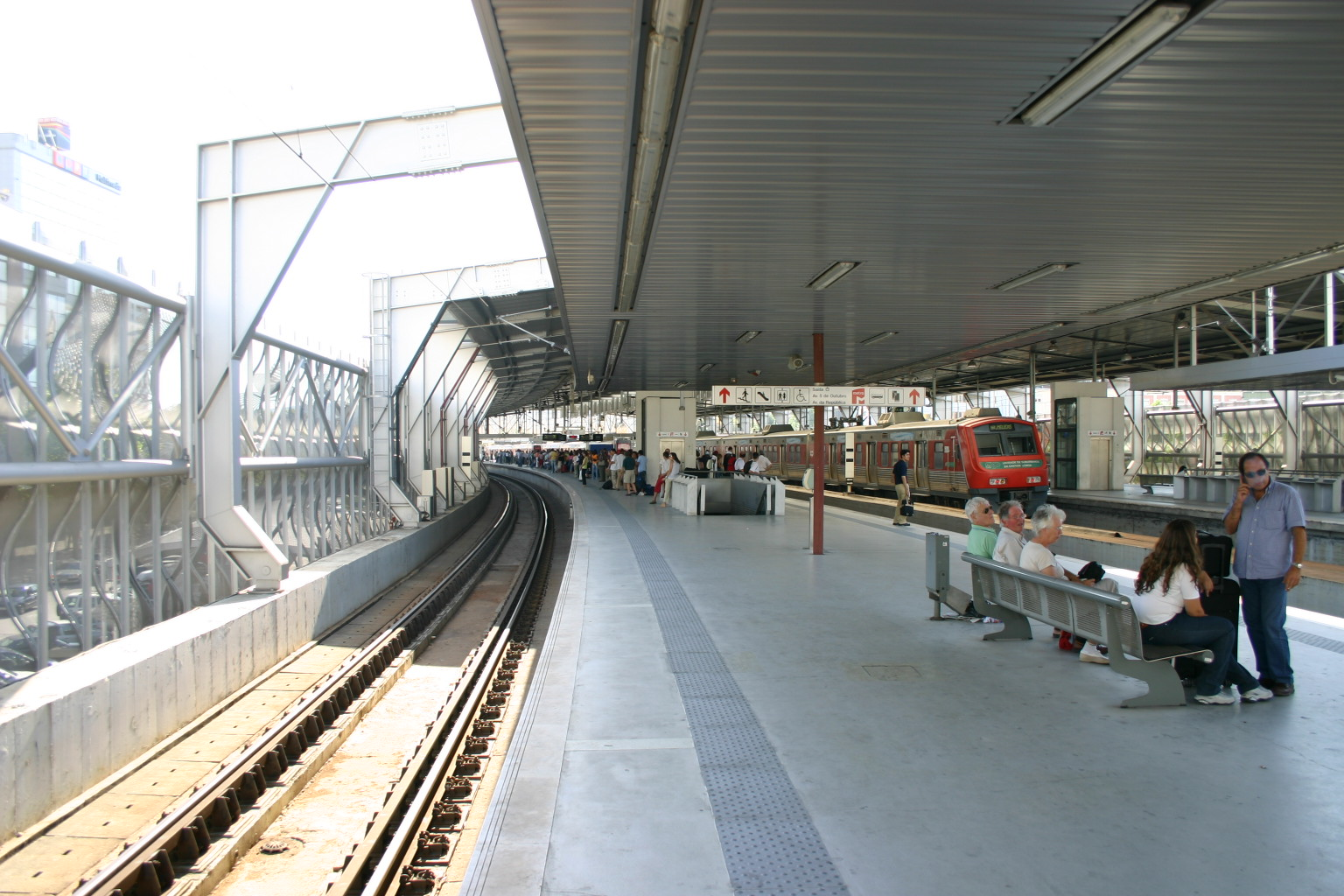
プラットホーム

### リスボンメトロ
相対式ホーム2面2線を有する地下駅。駅出入口用の階段は9箇所、エレベータは2基ある。

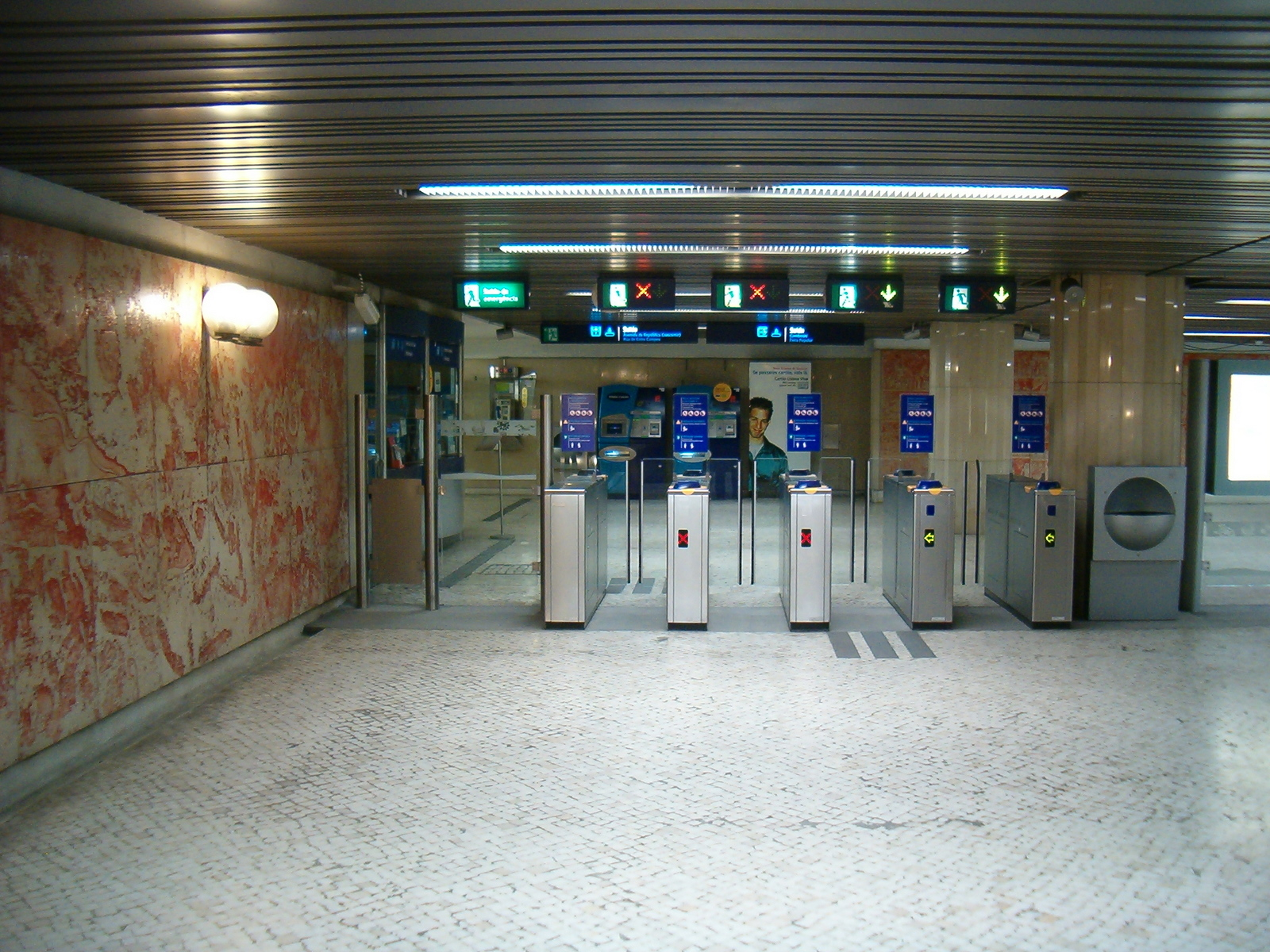
改札口
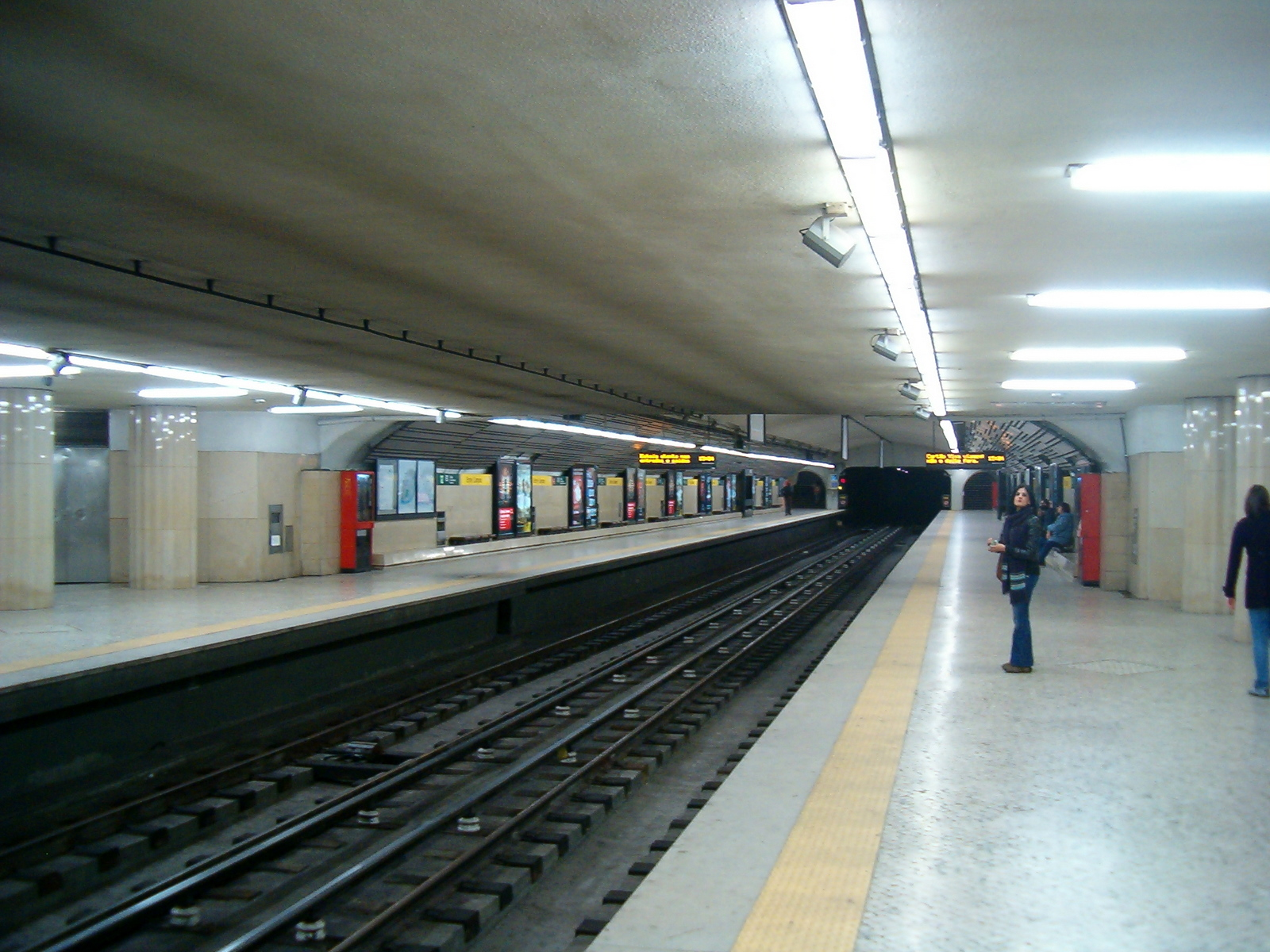
プラットホーム

## 駅周辺
- レプブリカ通り（ポルトガル語版）
- クリティカル・ソフトウェア（ポルトガル語版、英語版）
- テレパフォーマンス・ポルトガル・シティセンター
- コンチネンテ・ボン・ジア（ポルトガル語版）（Continente Bom Dia） - スーパーマーケット
- カンポ・ペケーノ闘牛場

## 隣の駅
ポルトガル鉄道
アルファ・ペンドゥラール
ピニャル・ノーヴォ - エントレカンポス駅 - オリエンテ駅
インテルシダーデ、インターレギオナル、CPレギオナル
セッテ・リオス駅 - エントレカンポス駅 - オリエンテ駅
 アザンブジャ線、 シントラ線
セッテ・リオス駅 - エントレカンポス駅 - ローマ・アレエイロ駅
Grupo Barraqueiro
 フェルタグス
セッテ・リオス駅 - エントレカンポス駅 - ローマ・アレエイロ駅
リスボンメトロ
 黄色線
シダーデ・ウニヴェルシタリア駅 - エントレ・カンポス駅 - カンポ・ペケーノ駅